# عامل إثارة القص
عامل إثارة القص أو عامل التحفيز على القص (بالإنجليزية: Cleavage stimulation factor)‏ (CstF) هو مركب بروتين ثلاثي متغاير يتكون من البروتينات: CSTF1 (55 كد) وCSTF2 (64 كد) وCSTF3 (77 كد) بمجموع حوالي 200 كيلو دالتون. وظيفته المساهمة في قص المنطقة المشفِّرة 3' من جزيئات الرنا قبل الرسول المخلقة حديثا.يُوظَّف المركب CstF بواسطة العامل المتخصص بالقص وعديد الأدينيلات (CPSF) ويتكتلان في مركب بروتيني على النهاية 3' لتحفيز تخليق ذيل عديد الأدينيلات، فينتج عن ذلك رنا رسول ناضج جاهز للتصدير خارج النواة إلى العصارة الخلوية لتتم ترجمته.
تعتمد كمية البروتين CstF في الخلية على دورتها، حيث تزداد بشكل معتبر أثناء الانتقال من الطور G0 إلى طور التركيب في الخلايا الليفية اليافعة للفأر والخلايا البائية البشرية.

## روابط خارجية
- Cleavage+stimulation+factor في المكتبة الوطنية الأمريكية للطب نظام فهرسة المواضيع الطبية (MeSH).